# Linnahall

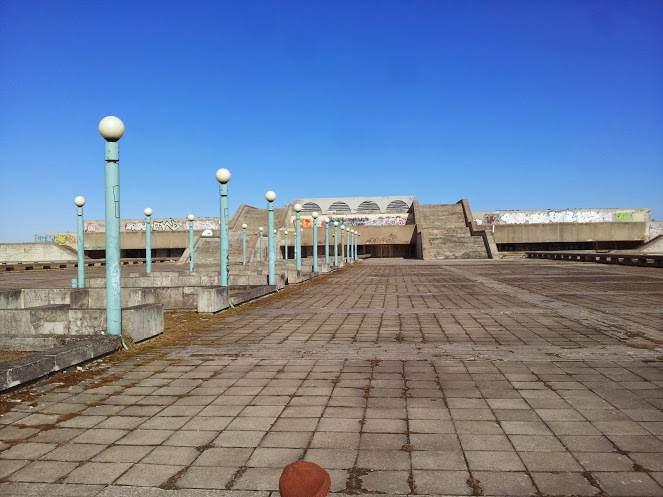
Linnahall sedd från stadssidan

Linnahall (estniska:Tallinna Linnahall) är ett kulturhus i Tallinn i Estland. Det ligger vid Tallinns hamn, mellan strax utanför stadsmuren runt Gamla staden och havsstranden.
Linnahall uppfördes inför de olympiska seglingarna vid Olympiska sommarspelen 1980 som "V.I. Lenins kultur- och sportpalats". Det bytte namn 1991 till Linnahall ("Stadshallen"). Byggnaden har förutom evenemangslokaler en heliport och en mindre färjehamn, som tidigare användes för katamaranfärjor till Helsingfors. Byggnaden ritades av Riina Altmäe och Raine Karp.
Linnahall var dyr att underhålla, varför ishallen stängde 2009 och konsertlokalen 2010. Renoveringar och finansieringsalternativ har diskuterats sedan dess, men Linnahall har förblivit stängd. År 2019 tillkännagav Kulturministeriet planer att omvandla byggnaden till ett opera- och konserthus med konferenslokaler.
Linnahall byggnadsminnesförklarades 1997.

## Bildgalleri

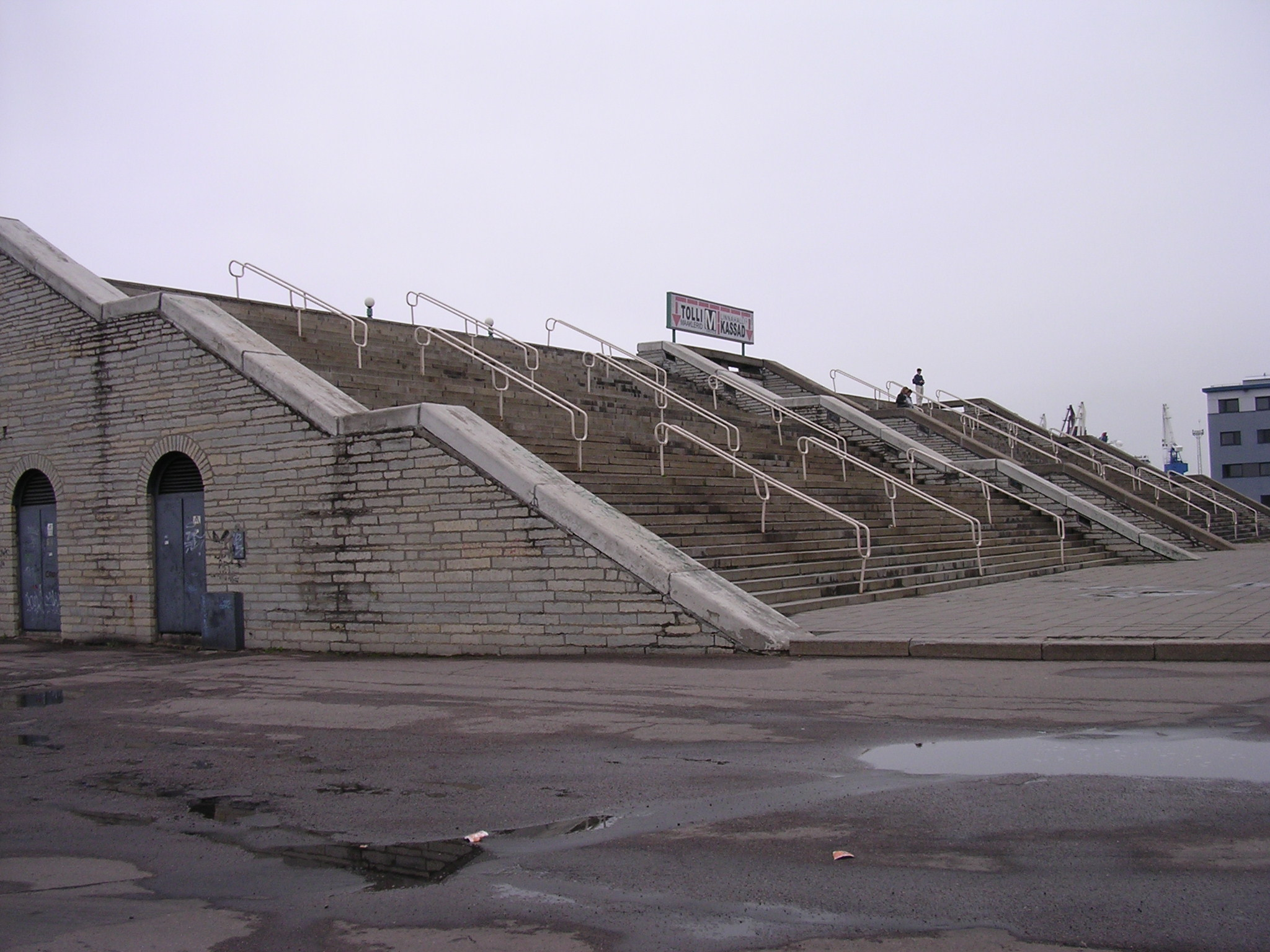
Trapporna till taket
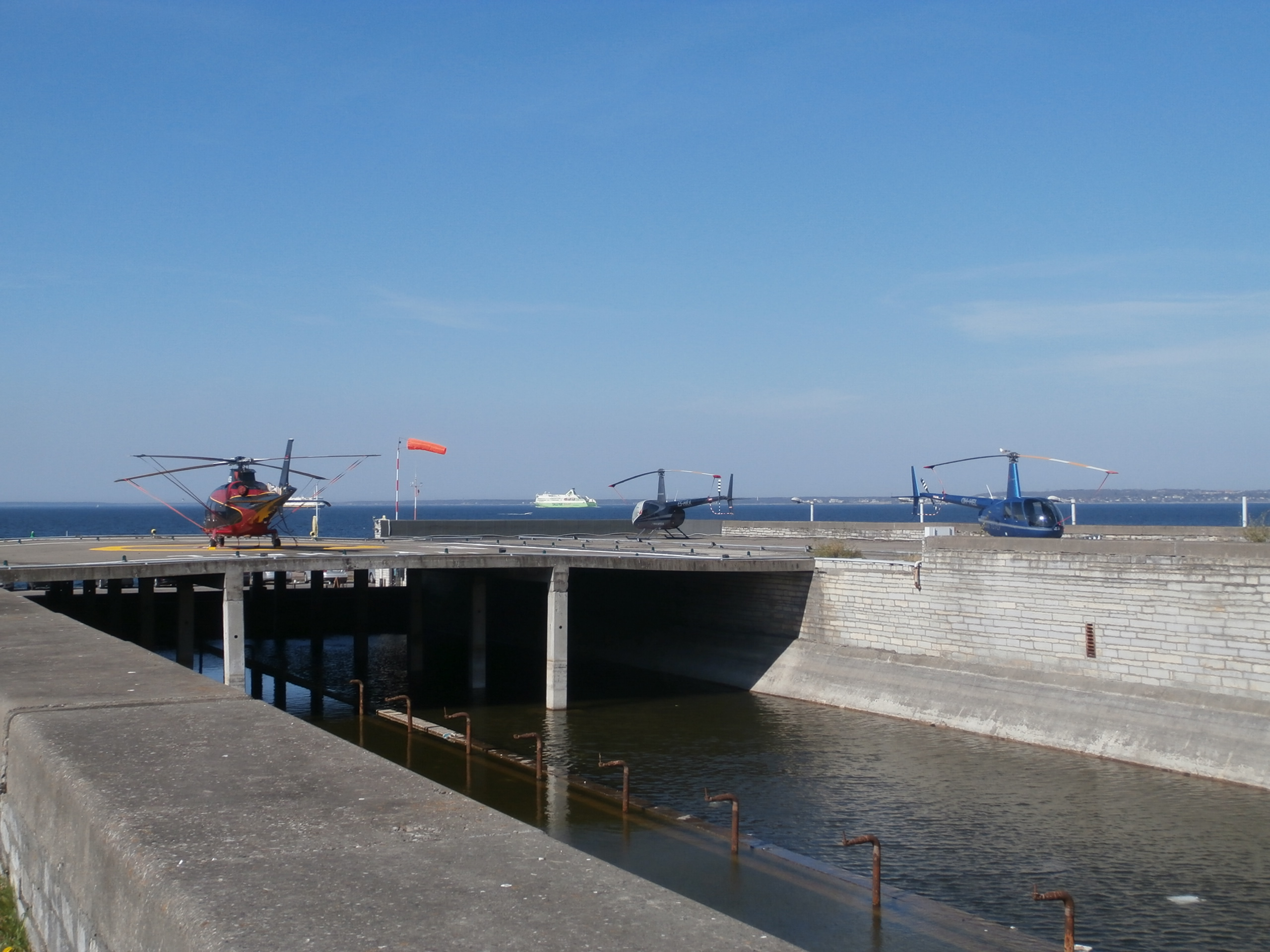
Helikopterplattan, 2017